# 聖馬力諾之心
聖馬力諾之心，是香港樂隊Dear Jane於2021年推出的粵語單曲，由樂隊成員Howie作曲，黃偉文填詞。歌詞靈感來自歐洲微型國家聖馬力諾的國家足球代表隊。

## 創作與製作
香港華納唱片旗下樂隊Dear Jane出道十多年，他們將路線定為主打一般樂隊較少涉足的情歌後，漸見成功。步入2020年代，他們開始與填詞人黃偉文合作，這時期的歌曲被認為保留了主流情歌的商業元素，同時亦具有言志、表達社會性意象的用意，此歌聖馬力諾之心即是其中之一。
聖馬力諾之心時長4分26秒，以
拍的升C大調/降D大調創作，每分鐘98拍。由樂隊成員Howie作曲，黃偉文填詞，Dear Jane、黃兆銘、The Lost Boys編曲，Howie、關禮琛、樂隊主音Tim監製。
據填詞人黃偉文解釋，此歌既是情歌也是勵志歌。歌詞靈感來自歐洲微型國家聖馬力諾的國家足球代表隊（男子），該國人口只有三萬多人，國家隊球員大部分屬於業餘性質，自組成以來在絕大部分國際賽事均落敗，只有六場和局，及在一場友誼賽上獲勝（截至2021年），長期處於全球排名最低之列，但球員們一直堅持在工餘時間訓練及自資參賽，並傾向以守和為比賽目標。歌詞通過該隊所表現的精神，比喻人生與愛情經歷上的挫折，以及相應的態度；勉勵聽眾縱使面對一直失敗的局面，仍要堅持信念，保持豁達心態，勇於面對結果，享受磨練的過程，不言放棄。 
編曲方面，此歌混合了三種不同類型的編曲，包括古典樂（弦樂與鋼琴）、搖滾、電子音樂。

## 發行與宣傳
2021年5月18日於各主要音樂串流平台上發行，並派台至香港商業電台等電台及電視台。後收錄於2023年7月發行的Dear Jane第十張專輯《X》中。
歌曲推出後，鑑於2019冠状病毒病疫情讓很多學界比賽無法舉行，Dear Jane舉行了一項「全港學校之心」活動，活動分為中學組及大學組，唱片公司的團隊在其Instagram專頁上分別發佈屬於全香港各所學校的「XX之心」帖子，呼籲網民為自己支持的學校帖子點讚，各組別獲得最多點讚的學校，Dear Jane會嘗試聯絡校方安排在該校舉行表演。中學組本由高雷中學領先，但活動舉行期間（該年7月），在基督教香港信義會元朗信義中學的一個校內歌唱比賽中，有學生選唱Dear Jane的近作銀河修理員（同為黃偉文填詞），被校方判定歌詞具政治意味而遭到處罰，此事傳開後備受爭議，引發大量網民在此活動中為元朗信義點讚，務求促成Dear Jane到該校表演。最終元朗信義獲得約28萬個點讚，成為中學組首名，但因溝通後校方未能安排場地，Dear Jane改為在8月18日晚上以Instagram直播方式為該校學生演唱；大學組則由香港中文大學勝出，Dear Jane於同日下午在該校演出。

## 榜單成績
| 週榜榜單（2021年） | 最高排名 |
| ------------------ | -------- |
| 903專業推介        | 2        |
| 中文歌曲龍虎榜     | 1        |
| Chill Club 推介榜  | 1        |
| 勁歌金榜           | 5        |

## 樂評
樂評自媒體私家音樂、Hong Kong Singer Channel編輯Andy的樂評，均讚賞此歌的編曲；前者指出此歌旋律普通，但編曲的各種點綴，帶動了氣氛，並有效配合歌詞的意思，從而讓歌曲變得「有型」，混音上也不像以往過於放大主音歌手的聲線，能與背景音效取得平衡；後者指出歌曲初段只屬「典型的Band Sound格調」，但進入副歌部分，「突如其來的爆炸力和震憾力」充分帶動聽眾情緒，更比喻為連編曲也「會說話」，該文同時將歌曲的豐富層次、層層遞進歸功於作曲方面，認為樂隊成員Howie的創作功力更勝前作。私家音樂的樂評又認為樂隊主音Tim的演繹表現出熱血與激動，整體上甚為吸引，只嫌高音位置不穩。
與不少該時期Dear Jane與黃偉文合作的歌曲一樣，一些樂評及學者對於此歌歌詞的分析中，提到了當時社會上出現某些創傷，歌詞被認為以「心照不宣」的方式，暗示了對社會人士的勉勵、面對該些創傷的態度。私家音樂的樂評則形容詞中表達的精神是一種「很假正能量」，但在當時時局下，確有需要以這種方式自我催眠。Hong Kong Singer Channel的樂評亦認為「詞中有意弦外有音」，其對於編曲的評論中，則認為有助發泄2019冠狀病毒病疫情所帶來的負面情緒。

## 衍生話題與流行文化
除了足球，人口甚少的聖馬力諾在其他體育項目的國際賽上亦鮮有獲得佳績，該國運動員自1960年參加奧林匹克運動會以來，至2020年從未獲得任何獎牌。此歌推出後不久，適逢聖馬力諾在第32屆夏季奧林匹克運動會（2021年年7月至8月舉行），首次獲得獎牌，令人聯想到此歌所描寫的精神，吸引不少香港網民在此歌上載至YouTube的官方音樂影片下留言，試圖推高影片的熱門程度，希望讓聖馬力諾的國民得悉此歌的存在。
此歌也令香港人聯想到比賽成績多年處於亞洲下遊位置的香港足球代表隊，亦被用作香港足球比賽的應援歌。2023年10月，Dear Jane在英國倫敦舉行演唱會，演唱曲目包括此歌；已移居當地的此歌填詞人黃偉文身穿球衣到場觀看，他表示自己甚少穿著球衣，是次為了Dear Jane及聖馬力諾足球隊而破例，亦希望點唱此歌給不久前歷史性進入亞運足球賽四強的香港男子代表隊。此歌亦被用作2023年亞洲盃足球賽官方的應援歌。

2021年7月，香港飲品品牌道地邀請Dear Jane拍攝廣告，並以此歌為背景歌曲。

## 備註
1. ↑  外語歌名見於官方音樂影片，此名採用聖馬力諾的官方語言意大利語，意為「敗者的贊歌」。
2. ↑  歌詞「常做炮灰的那羣 和局大概仍吸引 明日或到我翻身」表現了此態度。
3. ↑  如歌詞「要做個更好的人 還天天發奮 情愛不降臨 人生都不灰暗 其實絕處求生 才是悠長人生裡 無盡的那場特訓」。
4. ↑  當指香港在2019年反對逃犯條例修訂草案運動後的情況。